# Neuendorf (Bad Salzungen)
Neuendorf (ⓘ) ist eine ehemalige Gemeinde in Thüringen und heute ein Teil des Ortsteils Witzelroda der Kreisstadt Bad Salzungen im Wartburgkreis.

## Lage
Neuendorf liegt unmittelbar westlich von Witzelroda, etwa zwei Kilometer nordöstlich der Stadt Bad Salzungen.

## Geschichte
Neuendorf wurde im Jahr 1330 mit den Nachbarorten Gräfendorf und Nitzendorf erstmals urkundlich erwähnt. Er gehörte wie diese zunächst zum Klosteramt Allendorf, später zum Amt Salzungen. Der Ort gehörte ab 1680 zum Herzogtum Sachsen-Meiningen und ab 1920 zum Freistaat Thüringen.
Am 1. Juli 1950 wurde Neuendorf nach Witzelroda eingemeindet, das später der Gemeinde Moorgrund und heute der Kreisstadt Bad Salzungen angehört.